# Oliver Schmid
Oliver Schmid ist ein Schweizer Musiker (Schlagzeuger) und Klangkünstler. Er lebt in Zürich und Berlin.

## Biographie
Schmid studierte zwischen 1984 und 1990 an der Musikhochschule Luzern und der Musikakademie St. Gallen (Abteilung Jazz) Schlagzeug und Klavier. Mit Klaus Knöpfle gründete er 1988 das im Modern Jazz beheimatete Trio Blue Exercise, das unter anderem mit dem Bassisten Hämi Hämmerli auf Tournee war.
1990 zog Schmid nach Zürich. Er erarbeitete mit dem Theaterregisseur und Musiker Igor Bauersima unter dem Namen  Recrash W  verschiedenste Soundkonzepte.
Mit der Experimentalband  Dead Zone  spielte er in Graz (Steirischer Herbst 1994) und beim Jazzfestival Schaffhausen (1994).
Mit dem Schweizer Cellisten Bo Wiget entstand ein experimentell-elektronisches Duo. Zur selben Zeit entwickelte Schmid das Video-Sound-Projekt Resonator mit dem in Berlin tätigen Schaffhauser Künstler Frank Lüling.
Seit 2002 arbeitet Oliver Schmid mit dem in Zürich lebenden Filmmusiker Marcel Vaid und dem Elektroniker Ravi Vaid in der Band Superterz zusammen, die sich zwischen Triphop und Jazz bewegt. Das Trio tritt oft mit Gästen auf. Die Sängerinnen Sophie Hunger, Heidi Happy oder die Pianistin Marianne Schroeder sind oder waren Teil dieses Projekts.
In Berlin spielt er seit 2006 auch als "Minimal-Elektroniker". Seit 2009 arbeitet Schmid mit Björn Vinzelberg als Live Elektroniker zusammen.

## Auszeichnungen
- 1993: (mit Brigitte Walk) Förderpreis durch die Internationale Bodenseekonferenz, Sparte Kleinkunst

## Diskographie
- Superterz: Insomnia (2010, Doppelalbum)UTR 4259 mit Marcel Vaid, Ravi Vaid, Marianne Schröder[10]
- Soundtrack (Tudor 8368) zum Film Die Standesbeamtin, Musik von Marcel Vaid und Markus Schönholzer (2009)
- Robert Alexander, Love Songs, King Motor Records (2009)[11]
- Soundtrack (gtl 046-2) zum Film Der Freund, Musik von Marcel Vaid Vaid und Sophie Hunger (2008)[12]
- Pferd: Januar Sessions, Duo mit dem Elektroniker Ravi Vaid (2006)
- Superterz: Standards (Alpinechic / Recrec, mit Heidi Happy, Sophie Hunger, Robert Alexander)[8]
- Sophie Hunger, Sketches on Sea (2006)[13]
- Prishilla (freeXone music, mit der Sängerin Priska Zemp/Heidi Happy) (2002)[14]
- Vampyr 6006: Lorn (mit dem Cellisten Bo Wiget) (1999)
- Erbsline: Das Boot. (M+F 97-01, mit Luigi Archetti, Jan Schlegel, Martin Gantenbein) (1997)[15]
- Recrash W: Helluvatime (UTR 4087, mit Igor Bauersima, Ingrid Sattes, Nico Vaucher) (1995)[2]
- Blue Exercise: Big Swim (Helprecords 375 278)(1995)[1]
- Köpfchen & Muskeln (UTR 4059)(1994)[16]